# Leopold Malawski
Leopold Malawski (ur. 17 grudnia 1918 w Medyce, zm. 3 października 2003) – polski pracownik kolejowy, poseł na Sejm PRL IV kadencji.

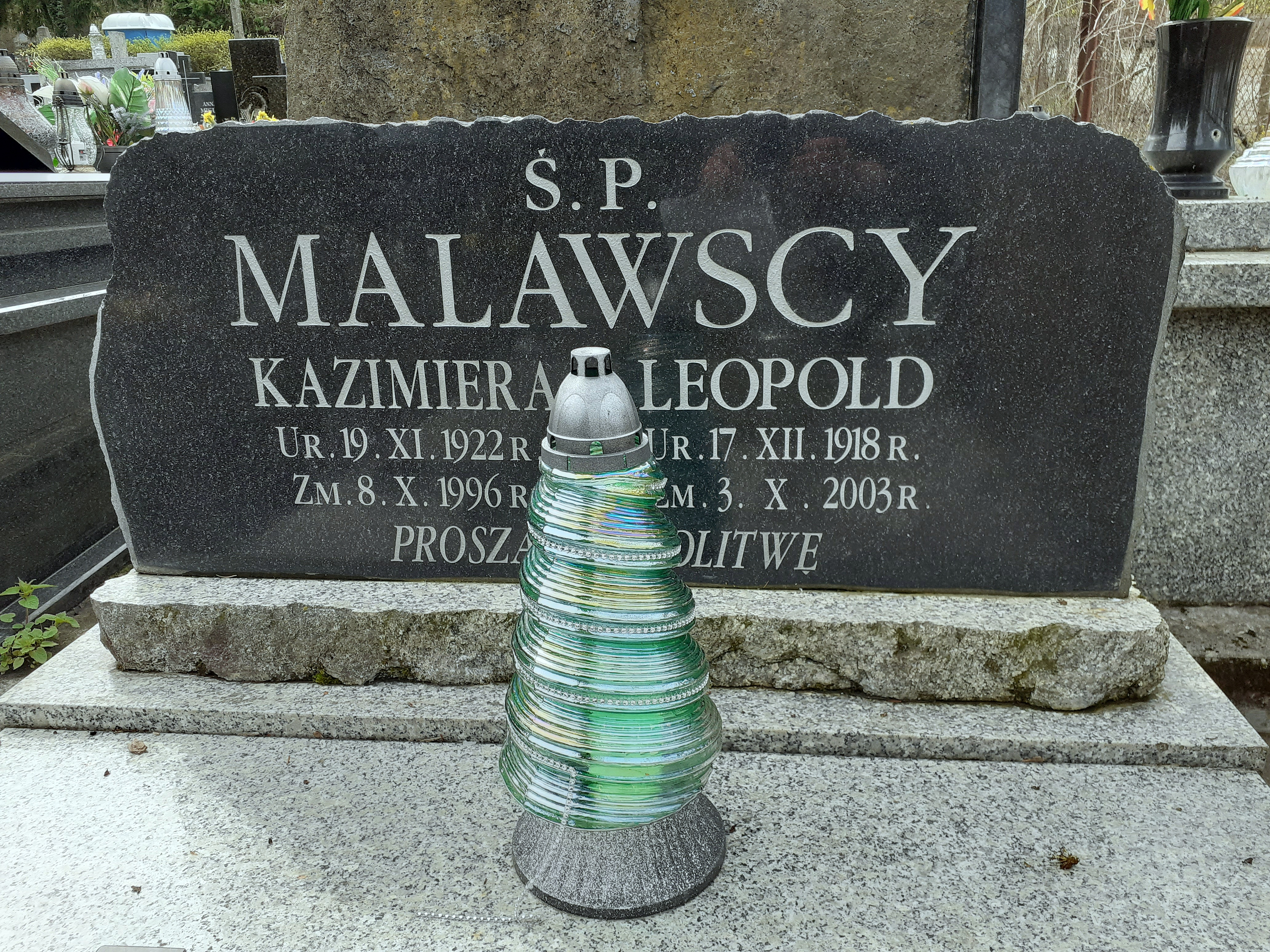
Grobowiec Leopolda Malawskiego

## Życiorys
Uzyskał wykształcenie średnie niepełne, z zawodu ślusarz. Pracował w wagonowni Polskich Kolei Państwowych Żurawica Rozrządowa, gdzie był komisarzem odbiorczym taboru kolejowego. W 1965 uzyskał mandat posła na Sejm PRL w okręgu Jarosław. Nie należał do partii politycznej, w parlamencie pracował w Komisji Komunikacji i Łączności.
Został pochowany na cmentarzu Głównym w Przemyślu.